# آگوستین مازولا
آگوستین مازولا (انگلیسی: Agustín Mazzola؛ زادهٔ ۱۶ ژوئیهٔ ۱۹۹۸) بازیکن فوتبال است.